# Guillaume de Melun
Ne pas confondre avec Guillaume Ier de Melun, Guillaume II de Melun, Guillaume III de Melun ou vicomte de Melun.
Pour les articles homonymes, voir Melun (homonymie).
Guillaume de Melun (1670 † 1735), marquis de Richebourg, comte de Beaussart, était un militaire flamand, au service de la Couronne d'Espagne, des XVIIe et XVIIIe siècles.

## Biographie
Guillaume de Melun était colonel d'un régiment de dragons de son nom, maréchal de camp des armées de Philippe V, roi d'Espagne (1704) puis lieutenant-général des armées de S.M.C. et colonel des Gardes wallonnes (1726).
Grand d'Espagne de 1re classe, il exerça également les fonctions de vice-roi de Galice (1707) puis de capitaine général de Catalogne de 1725 à 1735.

## Union et postérité
- De son mariage avec Marie Françoise d'Ursel ( † 4 août 1720), fille de François (1626 † 10 août 1696 - Anvers), 2e comte d'Ursel (1659), de Milan, de Séneghem et du Saint-Empire, vicomte de Vyve-Saint-Eloy, baron de Hoboken, seigneur de Hinghene, grand-veneur et haut-forestier de Flandres, colonel et général de bataille au service de Charles II, roi d'Espagne, et d'Honorine-Marie-Dorothée de Hornes-de Baucignies, Guillaume avait eu :
  - Anne-Françoise (née en 1690 † après octobre 1759), religieuse à l'abbaye d'Origny (diocèse de Laon), puis abbesse de Notre-Dame de Sézanne, elle séjourna sans doute fort peu dans cette abbaye, car aucune trace de son passage n'y est demeurée. Tout ce qu'on sait, c'est qu'elle se démit purement et simplement de ses fonctions et fut transférée à Saint-Pierre de Lyon, le (17 septembre 1738)[1].
  - Marie-Lidie-Albertine de Melun (vers 1695 † 13 décembre 1746 (à 51 ans) - Lille), marquise de Richebourg, comtesse de Beaussart, grande d'Espagne de 1re classe, morte sans avoir pris d'alliance.

## Décorations
Il fut fait chevalier de la Toison d'or (1700, brevet no 608).